# José Refugio Salcido
José Refugio Salcido är en ort i Mexiko.   Den ligger i kommunen Durango och delstaten Durango, i den centrala delen av landet, 700 km nordväst om huvudstaden Mexico City. José Refugio Salcido ligger 1 871 meter över havet och antalet invånare är 1 262.
Terrängen runt José Refugio Salcido är en högslätt, och sluttar norrut. Runt José Refugio Salcido är det ganska tätbefolkat, med 60 invånare per kvadratkilometer. Närmaste större samhälle är Victoria de Durango, 15,4 km väster om José Refugio Salcido. Trakten runt José Refugio Salcido består till största delen av jordbruksmark.